# Loxostege deliblatica
Loxostege deliblatica is een vlinder uit de familie grasmotten (Crambidae). De wetenschappelijke naam is voor het eerst geldig gepubliceerd in 1942 door Szent-Ivany & Uhrik-Meszaros.
De soort komt voor in Europa.